# Oreogeton pudens
Oreogeton pudens är en tvåvingeart som beskrevs av Collin 1933. Oreogeton pudens ingår i släktet Oreogeton och familjen Oreogetonidae. Inga underarter finns listade i Catalogue of Life.